# Doliogethes pallidulus
Doliogethes pallidulus är en tvåvingeart som beskrevs av Hesse 1938. Doliogethes pallidulus ingår i släktet Doliogethes och familjen svävflugor. Inga underarter finns listade i Catalogue of Life.